# Don Berry
Donald Arthur Berry é um matemático estadunidense e um dos defensores da inferência bayesiana. Foi presidente do departamento de Bioestatística e Matemática Aplicada na Universidade do Texas ( M. D. Anderson Cancer Center) desde 1999, onde desempenhou um papel no uso de métodos bayesianos no desenvolvimento de testes clínicos inovadores e adaptativos.